# Alfersham

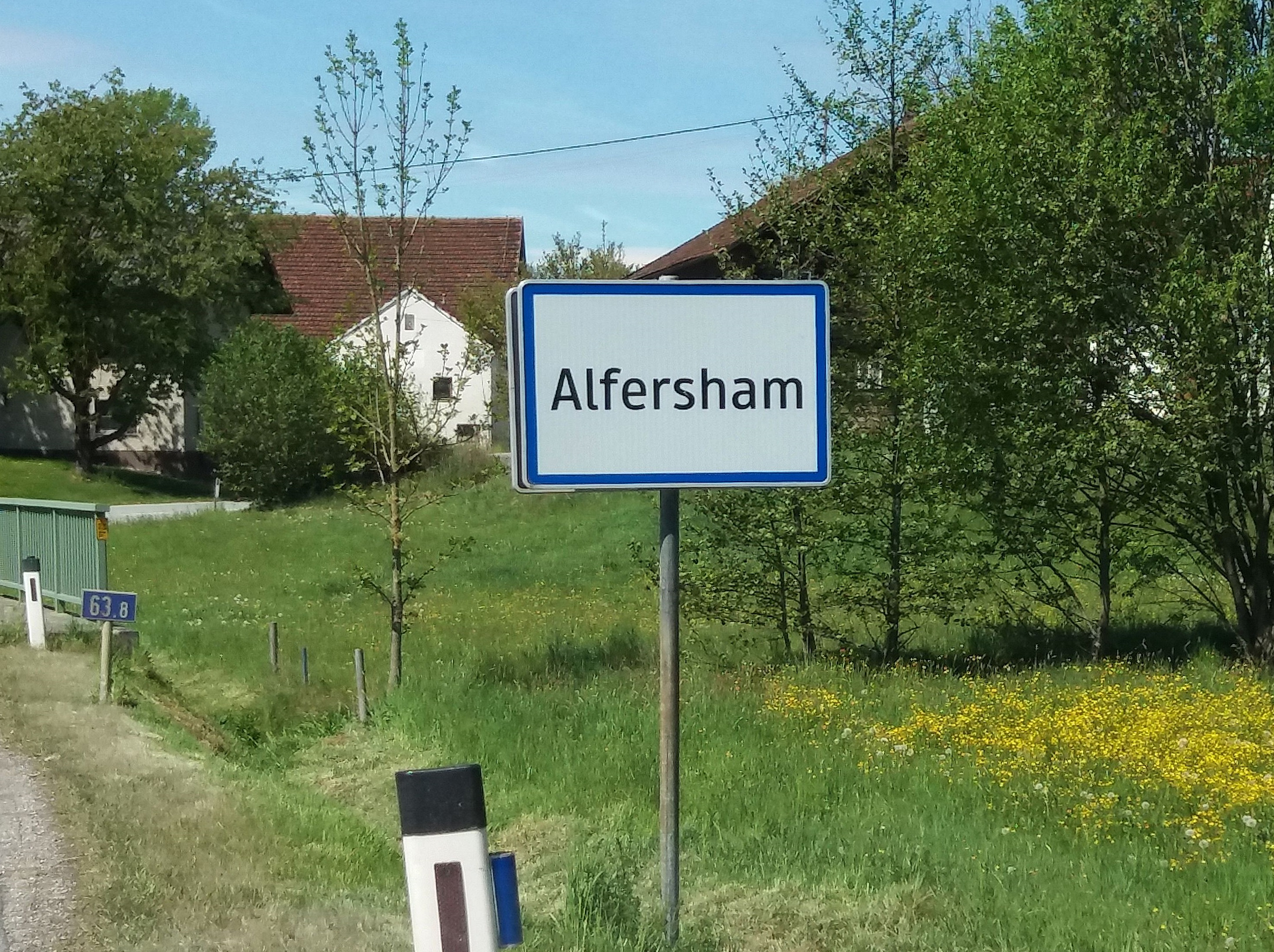
Ortstafel Alfersham

Alfersham ist ein Weiler in der Gemeinde Diersbach in Oberösterreich (Bezirk Schärding). Die Ortschaft hat 37 Einwohner (Stand 1. Jänner 2024).

## Geographie
Alfersham ist ein Weiler der Gemeinde Diersbach, der rund 1,5 Kilometer südöstlich des Ortszentrums von Diersbach entfernt im südlichen Bereich des Gemeindegebietes am Pfudabach liegt. Der Weiler ist mit dem Hauptort der Gemeinde über die Bergstraße verbunden, die von der Diersbacher Bezirksstraße (L 1170) nach Süden abzweigt. Der Weiler Alfersham selbst liegt jedoch an der Eferdinger Straße (B 129) und besteht aus vier Bauernhöfen. Zu Alfersham gehört zudem die Rotte Edengrub, zu der rund zehn Wohngebäude gehören. Nachbarorte von Alfersham sind Dobl im Norden, Gumping und Kalling im Westen, Inding im Südwesten, Antersham im Süden (alle Gemeinde Diersbach) und Grubmühle im Osten (Gemeinde Sigharting).

## Geschichte und Bevölkerung
Urkundlich wurde Alfersham zwischen 1120 und 1130 als Eigilfridesheim erstmals urkundlich genannt, wobei sich der Ortsname vom Besitzernamen des althochdeutschen Personennamen Eigilfrid ableitet. Zu dieser Zeit bzw. im 12. bis 13. Jahrhundert dürfte der Ortsteil ein Freisitz gewesen sein. Der Ortsteil Edengrub war in früherer Zeit ein großer Bauernhof, wobei das Edengrubergut zwischen 1860 und 1880 zerstückelt wurde. Als Rest des Bauernhofes hat sich lediglich das sogenannte Krautgartner-Haus erhalten. Völlig verschwunden ist hingegen das sogenannte Schrankenhäusl, in dem der Amtmann bzw. der Schrankenzieher der früheren Mautstation lebte. Er überwachte die Straße von Linz nach Schärding.
In Alfersham lebten 1869 66 Menschen in zehn Häusern.  Bis zum Jahr 1910 stieg die Einwohnerzahl auf 79 Personen, wobei die Ortschaft auf 13 Gebäude angewachsen war. Zu diesem Zeitpunkt lebten lediglich Katholiken in der Gemeinde, das Geschlechterverhältnis war relativ ausgeglichen. Bis 1923 sank die Einwohnerzahl auf 67 Personen, wobei die Anzahl der Gebäude mit 13 gleich geblieben war. Erstmals wurde von der Statistik jedoch zwischen dem Weiler Alfersham und dem Weiler Edengrub, wobei Edengrub mit sieben Häusern und 34 Einwohnern etwas größer war als Alfersham, das sechs Häuser und 33 Einwohner beherbergte. 1951 lebten insgesamt 69 Personen in Alfersham, die sich auf den Weiler Alfersham mit fünf Häusern mit 22 Einwohnern und den Weiler Edengrub mit sieben Häusern und 47 Einwohnern verteilten. Die Einwohnerzahl sank jedoch in der Folge bis 1981 auf 47 Personen ab. Alfersham wies 1981 sechs Häuser und 25 Einwohner, Edengrub acht Häuser und 22 Einwohner auf. 2001 hatte Alfersham 18 Gebäude und 54 Einwohner, wobei die nun als Rotte bezeichnete Ortschaft Edengrub nicht mehr separat ausgewiesen wurde. Neben 17 Haushalten wies Alfersham eine Arbeitsstätte und zudem fünf land- und forstwirtschaftliche Betriebsstätten auf. 2011 beherbergte die Ortschaft 51 Einwohner.